# اس‌اس کابریلو
اس‌اس کابریلو (به انگلیسی: SS Cabrillo) یک کشتی بود. این کشتی در سال ۱۹۰۴ ساخته شد.